# 婚禮大聯矇
是2013年上映的一部美國喜劇電影，由賈斯汀·札克漢（Justin Zackham）導演。電影翻拍自2006年的法國－瑞士合資法文片《我弟弟要結婚了》（法語：Mon frère se marie）。

## 劇情
亞當和艾莉離婚多年，養子亞力即將與美女美絲結婚。誰料亞力那信奉天主教且極度保守的生母突然打算出席婚禮，為免得失對方，阿當和艾莉決定扮恩愛，此事當然令阿當的現任女友貝貝大呷其醋。另一方面阿當和艾莉的子女各有煩惱，拉娜身懷不可告人的秘密，謝德反思自己的愛情生活。與此同時兩位婚禮主角亦不好過，新郎為了想皆大歡喜而弄得筋竭力疲，新娘子又為了取悅父母而找來天主教神父瑪拿漢主持婚禮⋯⋯。

## 演員
- 羅拔·迪尼路 飾 亞當（Don Griffin）
- 嘉芙蓮·希歌 飾 拉娜（Lyla Griffin）
- 戴安·基頓 飾 艾莉（Ellie Griffin）
- 雅曼達·施菲 飾 美絲（Missy O'Connor）
- 陶佛·葛瑞斯 飾 謝德（Jared Griffin）
- 賓·班斯 飾 亞力（Alejandro Griffin）
- 蘇珊·莎朗頓 飾 貝貝（Bebe McBride）
- 羅賓·威廉士 飾 神父瑪拿漢（Father Monighan）

## 评价
影片收获大量负评，烂番茄新鲜度只有7%。

## 外部連結
- 官方网站
- 互联网电影数据库（IMDb）上《The Big Wedding》的资料（英文）
- Box Office Mojo上《The Big Wedding》的資料（英文）
- 爛番茄上《The Big Wedding》的資料（英文）
- Metacritic上《The Big Wedding》的資料（英文）